# Renault 19
Renault 19, někdy zkráceně označován jako R19, je model automobilu francouzské značky Renault. Jeho výroba začala v roce 1988, kdy byl prvně uveden na trh. Stalo se tak jako reakce na prodejní čísla předešlých modelů. Během let 1988 - 1996, kdy se vyráběl, se objevil v různých modifikacích. Nahrazen byl modelem Mégane.

## Typy
Modely této řady se lišily typem karoserie a nabídkou motorů. V nabídce převažovaly vozy s pětidveřovou karoserií a třídveřovou karoserii typu fastback. V roce 1989 se na trh dostala další variace - sedan, nazývaný Renault 19 Chamade (nebo Europa, což jsou sedany montované v Turecku). V nabídce se ale přes všechna očekávání neobjevila karosářská varianta kombi (tento malý prohřešek vyřešil až nastupující model Mégane), zato se překvapivě v roce 1991 začalo vyrábět čtyřmístné cabrio. Vozy montované v letech 1988 - 1992 měly nepsané přízvisko Phase I (fáze I), vozy z let 1992–1995 (cabrio až do 1997) byly logicky značeny jako Phase II (fáze II)

## Motory

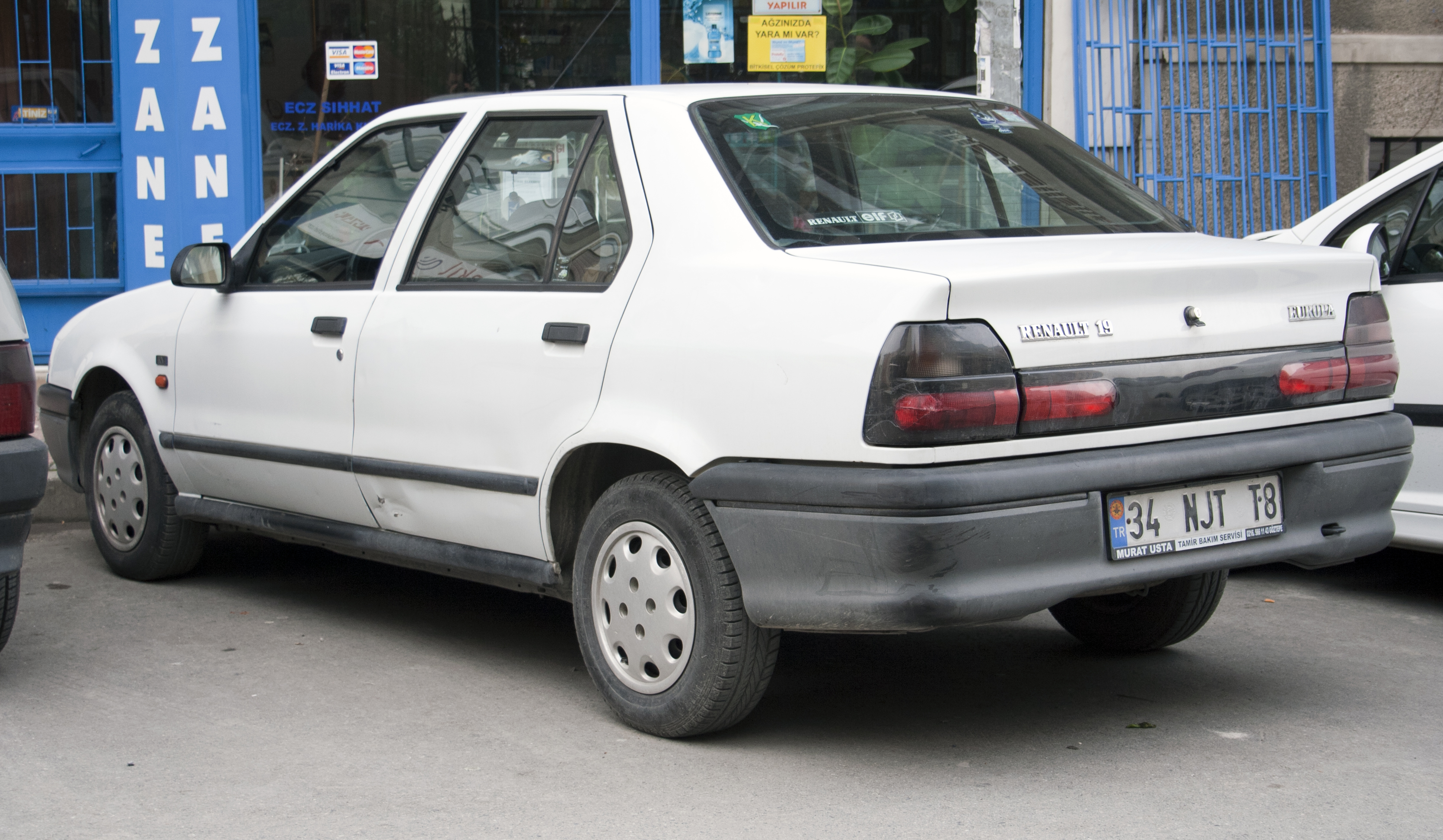
Renault 19 Chamade Fáze II

Dnes je potřeba se u označení motorů u Renaultu 19 trochu vyznat. Nestačí totiž znát pouze objem, protože některé motory ani k objemu vůbec nesedí a některých je o stejném objemu hodně (objem 1390 cm3), proto je potřeba znát i interní kódy, podle který se dá určit samotný hnací agregát. V tom se většinou dnešní prodejci ojetin moc nevyznají a tak se ani ceny jednotlivých motorizací v bazarech neliší.
Produkce motorů se specializovala na agregáty s následujícím objemem (včetně interních kódů):
- 1390 cm³ - 1.4 (C1J) 43 kW s karburátorem  , 1.4i (C3J) 44 kW s katalyzátorem, od roku 1990 1.4 (E6J) 58 kW s karburátorem, od roku 1992 1.4i eco (E7J) 55 kW
- 1721 cm³ - 1.7i  54 kW (F3N-L740) a 66 kW (F3N-L741) - U Phase II motor F3N-L740 značen jako 1.8i
- 1794 (1781) cm³ - 1.8s (F3P) 65 (66) kW s jednobodovým vstřikováním benzinu
- 1794 (1781) cm³ - 1.8i (F3P) 81 kW s vícebodovým vstříkováním benzinu
- 1764 cm³ - 1.8i 16V (F7P) 99 kW, vozy s tímto motorem mají průduch na kapotě
- 1870 cm³ - diesel 1.9 d 47 kW a turbodiesel 1.9 dT 66 kW (F8Q)

## Charakteristika
Všechny vozy řady 19 se vyznačovaly moderními liniemi a dá se říct, že inovace na karoserii byly nadčasové. Z hlediska nadčasového designu mohl Renaultu 19 konkurovat jen Fiat Tipo/Tempra. Vozy Renault 19 se vyznačovaly zejména prostorností, dobrou úrovní kvality zpracování, výkonnými motory, a poměrně dobrou pasivní bezpečností. Svou spolehlivostí se model řadil spíše na spodní stupnice tabulek.